# Longeville-sur-Mer
Longeville-sur-Mer – miejscowość i gmina we Francji, w regionie Kraj Loary, w departamencie Wandea.
Według danych na rok 1990 gminę zamieszkiwało 1 979 osób, a gęstość zaludnienia wynosiła 52 osób/km² (wśród 1504 gmin Kraju Loary Longeville-sur-Mer plasuje się na 300. miejscu pod względem liczby ludności, natomiast pod względem powierzchni na miejscu 156.).
W centrum miejscowości znajduje się kościół z XI wieku oraz centrum turystyczne.
Wystarczy 1 h pieszo z centrum Longeville-sur-mer, by znalezdz się nad Oceanem Atlantyckim.